# Stutfield Glacier
Stutfield Glacier är en glaciär i Kanada.   Den ligger i provinsen Alberta, i den centrala delen av landet, 3 100 km väster om huvudstaden Ottawa. Stutfield Glacier ligger 1 928 meter över havet.
Terrängen runt Stutfield Glacier är huvudsakligen bergig, men österut är den kuperad. Stutfield Glacier ligger nere i en dal. Trakten runt Stutfield Glacier är nära nog obefolkad, med mindre än två invånare per kvadratkilometer.. Det finns inga samhällen i närheten. 
Trakten runt Stutfield Glacier är permanent täckt av is och snö.